# Joke Brandt
Johanna M.G. (Joke) Brandt (Ridderkerk, 30 januari 1958; internationaal gebruikt zij ook wel de naam Yoka Brandt) is een Nederlands diplomate, bestuurder en topambtenaar. Van 2020 tot 2024 was zij permanent vertegenwoordiger van Nederland bij de Verenigde Naties in New York.
Zij studeerde geography and development aan de Universiteit Utrecht.
Brandt werkte als ambtenaar bij het ministerie van Buitenlandse Zaken, waaronder enige tijd op de ambassade in Zuid-Afrika, voordat zij uitgezonden werd als ambassadeur naar Eritrea (2000-2004) en Oeganda (2004-2007). Vervolgens keerde zij terug naar Den Haag om plaatsvervangend directeur-generaal en een jaar later directeur-generaal voor Internationale Samenwerking te worden op hetzelfde ministerie. In 2012 werd zij plaatsvervangend directeur van UNICEF in New York, tot zij in 2016 werd benoemd als opvolger van Renée Jones-Bos als secretaris-generaal van het ministerie van Buitenlandse Zaken.

## Voetnoten en referenties
1. ↑  Drs. J.M.G. (Joke) Brandt. www.parlement.com. Gearchiveerd op 23 augustus 2018. Geraadpleegd op 23 augustus 2018.
2. ↑  (en)  New Permanent Representative of Netherlands Presents Credentials, Verenigde Naties.
3. ↑  Joke Brandt. World Resources Institute. Geraadpleegd op 21 juni 2017.
4. ↑  UNICEF, Nederlandse diplomaat Joke Brandt plaatsvervangend directeur UNICEF (11 november 2011). Geraadpleegd op 21 juni 2017.
5. ↑  Yoka Brandt, Profiel Yoka Brandt. LinkedIn. Geraadpleegd op 21 juni 2017.
6. ↑  (en) Johanna (Yoka) Brandt of Netherlands Appointed Deputy Executive Director of United Nations Children’s Fund | Meetings Coverage and Press Releases. www.un.org. Gearchiveerd op 29 oktober 2017. Geraadpleegd op 21 juni 2017.
7. ↑  Ministerie van Binnenlandse Zaken en Koninkrijksrelaties, Joke Brandt volgt Renée Jones-Bos op als SG BZ. www.algemenebestuursdienst.nl. Gearchiveerd op 29 oktober 2017. Geraadpleegd op 21 juni 2017.

- Parlement.com: vk729ic8nssk